# 三自爱国教会
三自爱国教会或稱三自教会是指受中華人民共和國政府认可（在政治方面领导）的“自治、自養、自傳”的中国基督教教會。中国的新教、天主教、东正教（但边缘化的中华东正教会未建立全国性教务组织或各级“爱国会”组织）三大教派的三自爱国教会各有一套组织体系。

## 三自原則
在1949年中華人民共和國建國以后的“三自愛國運動”中，“三自”的全名是指“自治、自養、自傳”，反對宗教組織受到外國勢力的干涉。其字面意義與以前大同小異：
1. 自治，指教會內部事務獨立於國外宗教團體之外；
2. 自養，指教會的經濟事務獨立於國外政府財政和國外宗教團體之外；
3. 自傳，指完全由本國教會的傳道人傳教和由本國教會的傳道人負責解釋教義。

“三自”一詞在十九世紀末即已使用，以說明中國基督教運動的一個重要政策，意指脫離西方教會的管轄及領導，中國人獨立自主辦中國教會，這一政策被很多的中國教會或多或少地采用。這個原則在實踐上常常遇到從宣教士和當地中國基督徒而來的阻力。美國傳教士倪維思在1885年左右試圖在山東用三自政策植堂，但是其他宣教士反應很冷淡。后來他應邀去韓國與當地的美國傳教士同行分享，卻廣受歡迎。基督教傳入韓國雖然較晚，發展卻遠比中國好，這是一個原因。
這個詞的早期中文全名是“自立、自養、自傳”，很多的中國教會都或多或少地使用這一政策。比如1906年開始的中國耶穌教自立會，主張“有志信徒，圖謀自立、自養、自傳[...]絕對不受西教會管轄”。另外，王明道建立的基督徒會堂，倪柝聲建立的地方教會，还有耶穌家庭等等，也是實行三自原則的。這些教會可稱為中國自立教會。到1949年為止，從中國基督教會的總體來看，能夠實施三自原則的教會還是一小部分，實施的程度也參差不齊。在貧窮動蕩的中國，中國自立教會還處在一個成長過渡階段。
1942年北平被日本占领期间，一些教會成立“華北基督教聯合促進會”，致信王明道，稱“為促進教會自立、自養、自傳之實際精神起見，組立華北基督教聯合促進會，[...]貴教會既在分會區域內，有參加之必要。”王明道一直以來主張政教分離，絕口不談政治，他認為“促進會”是日本人的一種政治工具，用來操縱教會，他回信道：“來函敬悉，承囑參加基督教聯合促進會一事，恕難照辦。查貴會之設立原係以促進從前有西差會之教會使之自立、自養、自傳為宗旨，鄙會堂自創迄今，向係自立、自養、自傳，自無參加貴會之必要” 雙方都宣稱“自立、自養、自傳”的立場，內中的意圖、目的卻大相徑庭。
由于三自政策对于基督教信仰本身有或多或少的抵触，例如三自教會不需接受外國梵蒂岡教宗的領導，普世天主教會則是接受教宗的領導，因此中國大陆天主教徒要接受天主教愛國會領導。有一些不接受三自教會，但接受教宗的領導一樣的教友，這也导致中国地下教会的兴起。

## 三自教會
三自教会或稱三自爱国教会是指被中华人民共和国政府承認，不受境外教會的管理和干預的“自治、自養、自傳”的中國新教教會、中國天主教會。（在中華人民共和國成立以前，像中國耶穌教自立會、基督徒會堂這樣的使用“自立、自養、自傳”原則的教會可以稱為“中國自立教會”，以資區別。）
中国大陆的三自教會由以下“三自愛國教會組織”管理：
1. 新教有中國基督教三自愛國運動委員會以及中國基督教協會（通常合称“基督教全國兩會”）。
2. 天主教有中國天主教愛國會、中國天主教主教團（即“中国天主教一会一团”），原另有中國天主教教務委員會。

這些“三自愛國教會組織”接受國家宗教事務局的监管。
中國大陆境内亦存在不屬于三自教會的民間獨立教會，这些教会的建立在理論上違反中華人民共和國政府的宗教管理政策，被統稱為家庭教會或者地下教會，有观点认为家庭教会的參加人數大大超過三自教會。家庭教會因改革開放後迅速發展而受到政府打壓。
与佛教、伊斯兰教经典不同，《圣经》没有出版刊号，在中国大陆境内的书店内无法买到，只能在国家许可的“三自”教会教堂或基督教两会的销售点购买，但从三自教会批量购买需要登记个人信息及用途。

## 歷史
自鴉片戰爭後，大量西方傳教士入華，其中有亦有不少冒充教士之名，從事走私、情報（參見郭士立）等不法工作，為清末和民國帶來不少混亂。1949年10月，中華人民共和國成立。1950年5月，一些中国新教教會的領袖在北京與周恩來總理會談，7月28日，發表《三自宣言》，征求信徒簽名。宣言稱“中國基督教教会及团体彻底拥护共同纲领，在政府的领导下，反对帝國主義、封建主義及官僚資本主義”，“中國基督教過去所倡導的自治、自養、自傳的運動，已有相當成就，今后應在最短期內，完成此項任務”。到1951年，政府稱在全國70萬基督徒中已有18萬簽名支持“三自宣言”。
1951年4月16日至21日，政务院文化教育委员会宗教事務處在北京召開“處理接受美國津貼的基督教團體會議”，在這次會議中成立了“三自革新運動籌委會”（全稱“中國基督教會抗美援朝、三自革新運動委員會籌備委員會”）。由吳耀宗出任主席。政府稱這時已有40萬基督徒簽名支持“三自宣言”。
在這次大會中也開始了對一些外國傳教士和中國傳道人的控訴運動，大會以后控訴運動逐漸擴展到全國，一些被控有罪的被移交政府，處以刑罰。這之后，三自革新運動得以控制全國大部分教會。
1954年7月22日至8月6日，三自革新運動在北京召開第一屆中國基督教全國代表大會，共有232位代表參加，正式成立中國基督教三自愛國運動委員會，吳耀宗為第一任主席。
這時，仍然有一些重要的新教領袖和團體反對三自教會。比如在1954年9月30日，北京市宗教事務處邀請北京市還沒有參加三自教會的團體開會，當時在北京有60多個新教團體，這次會議共有11個團體100多人參加。其中一些已經實行三自原則，但反對三自教會的自由派神學觀點，反对教会受政府控制，不同意加入“三自教會”。會議上，以王明道為主要代表向政府直陳其詞，說明不能參加三自會的理由。 1955年，随着镇反运动的开始，反對三自教會的宗教領袖陸續被捕入獄，剩下的基督徒有些加入三自教會，有些轉入地下。
“三自爱国运动”在天主教方面的发展相比新教则略晚一点。1950年11月30日，四川广元县以王良佐神父为首的500余名天主教徒联名发表“广元天主教自立革新运动宣言”，提出“与帝国主义者隔断各方面的关系”，“建立自治、自养、自传的新教会”。1952年1月18日，教宗庇护十二世发表使徒书信“我们切愿声明”（cupimus Imprimis）给中国的天主教徒，安慰“遭受攻击”的中国天主教会，鼓励他们“传播福音的真理”，“引人从善以登天路”，申辩外国的天主教传教士除了传教以外”并无他求”，重申非常愿意“你们国内的教区可以交给你们本国主教治理”，但是坚决反对教会“替一个国家、替一个政权服务奔走”，反对“与罗马宗座脱离关系”。同样是1955年镇反运动中，许多中国天主教徒被捕。中國天主教愛國會成立于1957年7月，皮漱石当选为主席。
1958年“大躍進”開始以后，各地基督教活動大大減少，例如，上海的教堂由208所減少到23所，北京的64所教會合并為4所。
三自教會在1966年至1976年“文化大革命”期間全面停頓，各地教會關閉，直到“文革”結束。中國基督教三自愛國運動委員會的第二次和第三次全國會議分別于1961年1月和1980年10月召開，中間間隔近20年。中國基督教三自愛國運動委員會至2008年已舉行8次全國代表會議。1991年，中国基督教协会加入普世教會協會。

## 轶事与余谈
1950年的《三自宣言》在其“總的任務”部分中說“中國基督教教會及團體徹底擁護共同綱領，在政府的領導下，反對帝國主義、封建主義及官僚資本主義，為建設一個獨立、民主、和平、統一和富強的新中國而奮鬥”。在一些教會領袖看來，“在政府領導下”完全違背了教會以基督為元首 的基本原則。比如，1954年12月1日，王明道在“顺从人呢？顺从神呢？”一文中說“第一，我們應當順服神，第二，我們在不違背神的命令的範圍內，也應當順服人的一切制度和權柄。但如果人的制度和權柄與神的命令相抵觸，那樣，我們便只有不順從人，只順從神了。”他又明確說明在哪些事情上是不能順從人的：“基督徒應當順從人的一切制度、和一切在上有權柄的人。但基督徒在遵行神的旨意、與圣徒交通、在教會中與眾圣徒一同事奉神、保守教會的圣潔、為主耶穌作見證、傳揚救恩的福音、這些事上，卻絕不能受任何人的干涉。我們為這些事不怕任何攔阻，不惜任何代價，也不惜做任何犧牲。我們必須效法使徒的勇敢剛強。”
在发起《三自宣言》的40名新教基督徒中，只有一名大致是基要派。三自教會的倡導者吳耀宗是現代派的代表，他在1948年《沒有人見過上帝》和1951年7月分別發表 “基督教與唯物論—一個基督徒的自白”、“共產黨教育了我”兩文，說“在過去三十年中，我的思想經過兩次巨大轉變，第一次接受基督教——從懷疑宗教到信仰宗教；第二次，接受了反宗教的社會科學理論，把唯物論思想同宗教信仰打成一片”。贊同和反對三自教會的矛盾被认为在根本上体现了現代派（或稱自由派神學）和基要派的矛盾。现代派的观点不认为圣经具有绝对的真理性，所以，当他们看见共产党统治的开始，他们就放弃圣经中与此相矛盾的思想，接受政府控制教会。這種理論是基要派完全不能接受的，基要派稱現代派為“不信派”。
不可否认，在中國大陆以外的反对三自教会的基督徒中有很多人带有强烈的政治立场，反对中国共产党和中华人民共和国。但中华人民共和国成立以后还留在中國大陆的重要的基督教领袖，比如王明道、倪柝声、汪佩真，都对中国共产党和中华人民共和国政府和在原则上持相当中立的立场。

## 外部連結
- 識透“三自”（页面存档备份，存于）
- 1997年10月16日国务院新闻办公室发布的 《中国的宗教信仰自由状况》·网址1、网址2